# Russell River nationalpark
Russell River nationalpark är en nationalpark i Australien.   Den ligger i delstaten Queensland, i den nordöstra delen av landet, 2 000 km norr om huvudstaden Canberra. Russell River nationalpark ligger 393 meter över havet.